# Falleron
Falleron és un municipi francès situat al departament de Vendée i a la regió de País del Loira. L'any 2007 tenia 1.341 habitants.

## Demografia

### Població
El 2007 la població de fet de Falleron era de 1.341 persones. Hi havia 528 famílies de les quals 134 eren unipersonals (78 homes vivint sols i 56 dones vivint soles), 178 parelles sense fills, 197 parelles amb fills i 19 famílies monoparentals amb fills.
La població ha evolucionat segons el següent gràfic:
Habitants censats

### Habitatges
El 2007 hi havia 606 habitatges, 534 eren l'habitatge principal de la família, 45 eren segones residències i 27 estaven desocupats. 593 eren cases i 13 eren apartaments. Dels 534 habitatges principals, 390 estaven ocupats pels seus propietaris, 138 estaven llogats i ocupats pels llogaters i 6 estaven cedits a títol gratuït; 8 tenien una cambra, 14 en tenien dues, 95 en tenien tres, 182 en tenien quatre i 235 en tenien cinc o més. 417 habitatges disposaven pel capbaix d'una plaça de pàrquing. A 249 habitatges hi havia un automòbil i a 260 n'hi havia dos o més.

### Piràmide de població
La piràmide de població per edats i sexe el 2009 era:
| Homes | Edats   | Dones |
| ----- | ------- | ----- |
| 0     | 95 o +  | 0     |
| 0     | 90 a 94 | 8     |
| 12    | 85 a 89 | 16    |
| 4     | 80 a 84 | 12    |
| 0     | 75 a 79 | 24    |
| 44    | 70 a 74 | 24    |
| 24    | 65 a 69 | 32    |
| 20    | 60 a 64 | 28    |
| 8     | 55 a 59 | 12    |
| 12    | 50 a 54 | 20    |
| 60    | 45 a 49 | 32    |
| 52    | 40 a 44 | 68    |
| 52    | 35 a 39 | 60    |
| 36    | 30 a 34 | 36    |
| 28    | 25 a 29 | 24    |
| 32    | 20 a 24 | 16    |
| 52    | 15 a 19 | 52    |
| 60    | 10 a 14 | 36    |
| 40    | 5 a 9   | 32    |
| 32    | 0 a 4   | 12    |

## Economia
El 2007 la població en edat de treballar era de 878 persones, 671 eren actives i 207 eren inactives. De les 671 persones actives 598 estaven ocupades (328 homes i 270 dones) i 73 estaven aturades (26 homes i 47 dones). De les 207 persones inactives 99 estaven jubilades, 53 estaven estudiant i 55 estaven classificades com a «altres inactius».

### Ingressos
El 2009 a Falleron hi havia 569 unitats fiscals que integraven 1.441 persones, la mediana anual d'ingressos fiscals per persona era de 15.774 €.

### Activitats econòmiques
Dels 67 establiments que hi havia el 2007, 1 era d'una empresa extractiva, 2 d'empreses alimentàries, 4 d'empreses de fabricació d'altres productes industrials, 26 d'empreses de construcció, 8 d'empreses de comerç i reparació d'automòbils, 1 d'una empresa de transport, 3 d'empreses d'hostatgeria i restauració, 1 d'una empresa d'informació i comunicació, 3 d'empreses financeres, 2 d'empreses immobiliàries, 3 d'empreses de serveis, 7 d'entitats de l'administració pública i 6 d'empreses classificades com a «altres activitats de serveis».
Dels 27 establiments de servei als particulars que hi havia el 2009, 1 era una oficina bancària, 1 taller de reparació d'automòbils i de material agrícola, 3 paletes, 5 guixaires pintors, 7 fusteries, 1 lampisteria, 3 electricistes, 1 empresa de construcció, 2 perruqueries, 2 restaurants i 1 agència immobiliària.
Els 2 establiments comercials que hi havia el 2009 eren fleques.
L'any 2000 a Falleron hi havia 47 explotacions agrícoles que ocupaven un total de 1.904 hectàrees.

## Equipaments sanitaris i escolars
El 2009 hi havia 2 escoles elementals.

## Poblacions més properes
El següent diagrama mostra les poblacions més properes.